# Iglesia de Nuestra Señora de la Asunción (Luzaga)
La iglesia de Nuestra Señora de la Asunción es un templo católico con base románica, del siglo XII y amplias reformas realizadas en el siglo XVIII, situado en Luzaga (Guadalajara, España). Contiene las imágenes de la Virgen de la Quinta Angustia y de San Zenón, patrones del pueblo.

## Descripción
El edificio, de una sola nave, se alza en la zona media-alta de la villa, con el altar mayor orientado al este. Le rodea una valla de piedra que en la parte baja se prolonga en una barbacana. Junto a este recinto, en el lado norte, se encuentra el cementerio antiguo, hoy en día prácticamente abandonado. El acceso al templo se orienta al sur, aunque se conservan restos de una puerta que mira a poniente.
El interior del templo contiene cinco altares:
- Altar Mayor: Posee un retablo ornamental, sin ningún contenido religioso ni alegórico. Recientemente se ha colocado en él la imagen de Santa María Supraminervam.
- Altar de la Virgen de la Quinta Angustia: Contiene la imagen de la patrona de Luzaga, con un pequeño icono en la parte superior.
- Altar de Santa Bárbara: Contiene varias imágenes, incluyendo las de San Roque y San Blas, celebrados en la villa con diversos actos.
- Altar de la Virgen del Amor Hermoso: Esta imagen se saca en la Procesión del Encuentro el Domingo de Resurrección.
- Altar de la Inmaculada.

Existe también un pequeño baptisterio que contiene una pila de gran porte realizada con piedra caliza extraída de la zona conocida como Las Pilillas, dentro del término municipal.